# Supercopa de Europa 2017
La Supercopa de Europa 2017 fue la 42ª edición de la Supercopa de Europa y tuvo lugar el 8 de agosto de 2017 en el Filip II Arena de Skopie, República de Macedonia. 
Se enfrentaron Real Madrid Club de Fútbol, campeón de la Liga de Campeones de la UEFA 2016-17 y el Manchester United Football Club, campeón de la Liga Europa de la UEFA 2016-17. Ganó el Real Madrid por cuarta vez al derrotar al conjunto inglés por 2-1, con goles de Casemiro e Isco. El gol del equipo inglés fue de Lukaku.
Es importante señalar que, de las últimas 9 Supercopas de Europa, 8 Ganadores fueron equipos españoles.

## Participantes
|  |  | Real Madrid C. F.       |  | Campeón de la Liga de Campeones de la UEFA (2016-17) |
|  |  | Manchester United F. C. |  | Campeón de la Liga Europa de la UEFA (2016-17)       |

## Desarrollo

### Sede
El Filip II Arena fue la sede de la final de la Supercopa en la edición XLII. El estadio alberga los partidos de los clubes de la ciudad de Skopie, el FK Vardar y el FK Rabotnički, así como por la selección de Macedonia. El nombre del estadio se debe a Filipo II de Macedonia, padre de Alejandro Magno y rey de Macedonia.

## Final
| 1     | POR   | Keylor Navas    |     |
| 2     | DEF   | Daniel Carvajal |     |
| 4     | DEF   | Sergio Ramos    |     |
| 5     | DEF   | Raphaël Varane  |     |
| 12    | DEF   | Marcelo         |     |
| 14    | MED   | Casemiro        |     |
| 8     | MED   | Toni Kroos      |     |
| 10    | MED   | Luka Modrić     |     |
| 22    | MED   | Isco Alarcón    | 74' |
| 11    | DEL   | Gareth Bale     | 74' |
| 9     | DEL   | Karim Benzema   | 83' |
| D. T. | D. T. | Zinedine Zidane |     |

| 1     | POR   | David De Gea       |     |
| 25    | DEF   | Antonio Valencia   |     |
| 2     | DEF   | Victor Lindelöf    |     |
| 12    | DEF   | Chris Smalling     |     |
| 36    | DEF   | Matteo Darmian     |     |
| 21    | MED   | Ander Herrera      | 56' |
| 31    | MED   | Nemanja Matić      |     |
| 6     | MED   | Paul Pogba         |     |
| 14    | MED   | Jesse Lingard      | 45' |
| 22    | MED   | Henrikh Mkhitaryan |     |
| 9     | DEL   | Romelu Lukaku      |     |
| D. T. | D. T. | José Mourinho      |     |

| 20 | MED | Marco Asensio     | 74' |
| 17 | DEL | Lucas Vázquez     | 74' |
| 7  | DEL | Cristiano Ronaldo | 83' |

| 19 | DEL | Marcus Rashford   | 45' |
| 27 | MED | Marouane Fellaini | 56' |

| 24' · 52' | Casemiro Isco Alarcón | 1:0 2:0 |

| 2:1 | Romelu Lukaku | 62' |

| 84' · 86' | Daniel Carvajal Sergio Ramos |

| 70' · 90+4' | Jesse Lingard Marcus Rashford |

| Principal  | Gianluca Rocchi       |
| Asistentes | Elenito Di Liberatore |
|            | Mauro Tonolini        |
| Cuarto     | Clément Turpin        |
| Quinto     | Riccardo Di Fiore     |

| Áreas | Davide Massa        |
|       | Massimiliano Irrati |

|                    |     |     |
| Tiros              | 16  | 13  |
| Tiros a puerta     | 6   | 6   |
| Faltas             | 10  | 17  |
| Saques de esquina  | 8   | 2   |
| Penaltis           | 0   | 0   |
| Fueras de juego    | 1   | 2   |
| Posesión del balón | 59% | 41% |

| Alineación inicial |

| 1     | POR   | Keylor Navas    |     |
| 2     | DEF   | Daniel Carvajal |     |
| 4     | DEF   | Sergio Ramos    |     |
| 5     | DEF   | Raphaël Varane  |     |
| 12    | DEF   | Marcelo         |     |
| 14    | MED   | Casemiro        |     |
| 8     | MED   | Toni Kroos      |     |
| 10    | MED   | Luka Modrić     |     |
| 22    | MED   | Isco Alarcón    | 74' |
| 11    | DEL   | Gareth Bale     | 74' |
| 9     | DEL   | Karim Benzema   | 83' |
| D. T. | D. T. | Zinedine Zidane |     |

| 1     | POR   | David De Gea       |     |
| 25    | DEF   | Antonio Valencia   |     |
| 2     | DEF   | Victor Lindelöf    |     |
| 12    | DEF   | Chris Smalling     |     |
| 36    | DEF   | Matteo Darmian     |     |
| 21    | MED   | Ander Herrera      | 56' |
| 31    | MED   | Nemanja Matić      |     |
| 6     | MED   | Paul Pogba         |     |
| 14    | MED   | Jesse Lingard      | 45' |
| 22    | MED   | Henrikh Mkhitaryan |     |
| 9     | DEL   | Romelu Lukaku      |     |
| D. T. | D. T. | José Mourinho      |     |

| 20 | MED | Marco Asensio     | 74' |
| 17 | DEL | Lucas Vázquez     | 74' |
| 7  | DEL | Cristiano Ronaldo | 83' |

| 19 | DEL | Marcus Rashford   | 45' |
| 27 | MED | Marouane Fellaini | 56' |

| 24' · 52' | Casemiro Isco Alarcón | 1:0 2:0 |

| 2:1 | Romelu Lukaku | 62' |

| 84' · 86' | Daniel Carvajal Sergio Ramos |

| 70' · 90+4' | Jesse Lingard Marcus Rashford |

| Principal  | Gianluca Rocchi       |
| Asistentes | Elenito Di Liberatore |
|            | Mauro Tonolini        |
| Cuarto     | Clément Turpin        |
| Quinto     | Riccardo Di Fiore     |

| Áreas | Davide Massa        |
|       | Massimiliano Irrati |

|                    |     |     |
| Tiros              | 16  | 13  |
| Tiros a puerta     | 6   | 6   |
| Faltas             | 10  | 17  |
| Saques de esquina  | 8   | 2   |
| Penaltis           | 0   | 0   |
| Fueras de juego    | 1   | 2   |
| Posesión del balón | 59% | 41% |

| Alineación inicial |

| 1     | POR   | Keylor Navas    |     |
| 2     | DEF   | Daniel Carvajal |     |
| 4     | DEF   | Sergio Ramos    |     |
| 5     | DEF   | Raphaël Varane  |     |
| 12    | DEF   | Marcelo         |     |
| 14    | MED   | Casemiro        |     |
| 8     | MED   | Toni Kroos      |     |
| 10    | MED   | Luka Modrić     |     |
| 22    | MED   | Isco Alarcón    | 74' |
| 11    | DEL   | Gareth Bale     | 74' |
| 9     | DEL   | Karim Benzema   | 83' |
| D. T. | D. T. | Zinedine Zidane |     |

| 1     | POR   | David De Gea       |     |
| 25    | DEF   | Antonio Valencia   |     |
| 2     | DEF   | Victor Lindelöf    |     |
| 12    | DEF   | Chris Smalling     |     |
| 36    | DEF   | Matteo Darmian     |     |
| 21    | MED   | Ander Herrera      | 56' |
| 31    | MED   | Nemanja Matić      |     |
| 6     | MED   | Paul Pogba         |     |
| 14    | MED   | Jesse Lingard      | 45' |
| 22    | MED   | Henrikh Mkhitaryan |     |
| 9     | DEL   | Romelu Lukaku      |     |
| D. T. | D. T. | José Mourinho      |     |

| 20 | MED | Marco Asensio     | 74' |
| 17 | DEL | Lucas Vázquez     | 74' |
| 7  | DEL | Cristiano Ronaldo | 83' |

| 19 | DEL | Marcus Rashford   | 45' |
| 27 | MED | Marouane Fellaini | 56' |

| 24' · 52' | Casemiro Isco Alarcón | 1:0 2:0 |

| 2:1 | Romelu Lukaku | 62' |

| 84' · 86' | Daniel Carvajal Sergio Ramos |

| 70' · 90+4' | Jesse Lingard Marcus Rashford |

| Principal  | Gianluca Rocchi       |
| Asistentes | Elenito Di Liberatore |
|            | Mauro Tonolini        |
| Cuarto     | Clément Turpin        |
| Quinto     | Riccardo Di Fiore     |

| Áreas | Davide Massa        |
|       | Massimiliano Irrati |

|                    |     |     |
| Tiros              | 16  | 13  |
| Tiros a puerta     | 6   | 6   |
| Faltas             | 10  | 17  |
| Saques de esquina  | 8   | 2   |
| Penaltis           | 0   | 0   |
| Fueras de juego    | 1   | 2   |
| Posesión del balón | 59% | 41% |

| Alineación inicial |

| 1     | POR   | Keylor Navas    |     |
| 2     | DEF   | Daniel Carvajal |     |
| 4     | DEF   | Sergio Ramos    |     |
| 5     | DEF   | Raphaël Varane  |     |
| 12    | DEF   | Marcelo         |     |
| 14    | MED   | Casemiro        |     |
| 8     | MED   | Toni Kroos      |     |
| 10    | MED   | Luka Modrić     |     |
| 22    | MED   | Isco Alarcón    | 74' |
| 11    | DEL   | Gareth Bale     | 74' |
| 9     | DEL   | Karim Benzema   | 83' |
| D. T. | D. T. | Zinedine Zidane |     |

| 1     | POR   | David De Gea       |     |
| 25    | DEF   | Antonio Valencia   |     |
| 2     | DEF   | Victor Lindelöf    |     |
| 12    | DEF   | Chris Smalling     |     |
| 36    | DEF   | Matteo Darmian     |     |
| 21    | MED   | Ander Herrera      | 56' |
| 31    | MED   | Nemanja Matić      |     |
| 6     | MED   | Paul Pogba         |     |
| 14    | MED   | Jesse Lingard      | 45' |
| 22    | MED   | Henrikh Mkhitaryan |     |
| 9     | DEL   | Romelu Lukaku      |     |
| D. T. | D. T. | José Mourinho      |     |

| 20 | MED | Marco Asensio     | 74' |
| 17 | DEL | Lucas Vázquez     | 74' |
| 7  | DEL | Cristiano Ronaldo | 83' |

| 19 | DEL | Marcus Rashford   | 45' |
| 27 | MED | Marouane Fellaini | 56' |

| 24' · 52' | Casemiro Isco Alarcón | 1:0 2:0 |

| 2:1 | Romelu Lukaku | 62' |

| 84' · 86' | Daniel Carvajal Sergio Ramos |

| 70' · 90+4' | Jesse Lingard Marcus Rashford |

| Principal  | Gianluca Rocchi       |
| Asistentes | Elenito Di Liberatore |
|            | Mauro Tonolini        |
| Cuarto     | Clément Turpin        |
| Quinto     | Riccardo Di Fiore     |

| Áreas | Davide Massa        |
|       | Massimiliano Irrati |

|                    |     |     |
| Tiros              | 16  | 13  |
| Tiros a puerta     | 6   | 6   |
| Faltas             | 10  | 17  |
| Saques de esquina  | 8   | 2   |
| Penaltis           | 0   | 0   |
| Fueras de juego    | 1   | 2   |
| Posesión del balón | 59% | 41% |

| Alineación inicial |

|                                      |
| Bandera de España                    |
| Campeón Real Madrid C. F. 4.º título |